# Kerauja
Kerauja (en népalais : केरौजा) est un comité de développement villageois du Népal situé dans le district de Gorkha. Au recensement de 2011, il comptait 3 248 habitants.